# Семейство
Семе́йство (лат. familia, мн. ч. familiae) — один из основных рангов иерархической классификации в биологической систематике.
В иерархии систематических категорий семейство стоит ниже отряда (порядка) и выше трибы и рода.
Примеры: бабочка-капустница (Pieris brassicae) относится к семейству белянок (Pieridae).

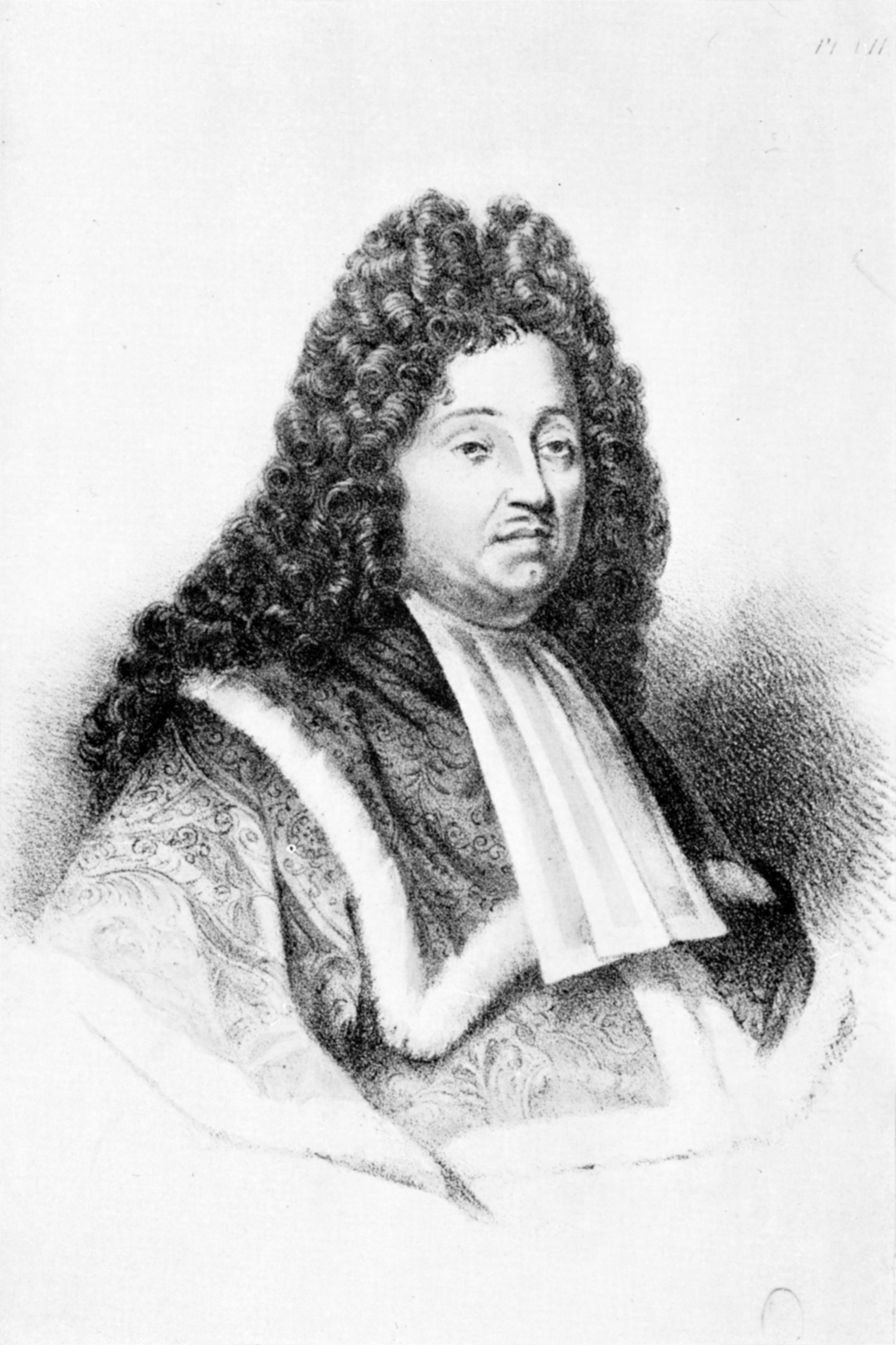
Портрет Пьера Маньоля, впервые введшего в употребление категорию семейства

## Правила образования названия
Названия семейств образуются по правилам, регулируемым международными кодексами зоологической и ботанической номенклатуры. В зоологии название семейства образуется от названия типового рода, к основе которого добавляется стандартное окончание -idae, в ботанике к основе названия типового рода добавляется стандартное окончание -aceae.
Примеры: род Canis (собака) основа Can- и окончание -idae дают название Canidae (собачьи). Род Rosa (роза или шиповник) основа Ros- и окончание -aceae дают название Rosaceae (розовые).
Иногда используются также производные ранги: надсемейство и подсемейство.

## История формирования понятия
Современное понимание семейства как ранга, расположенного между отрядом (порядком) и родом, датируется началом XX века.
Впервые категория семейства была введена в употребление французским ботаником Пьером Маньолем в работе Prodromus historiae generalis plantarum, in quo familiae plantarum per tabulas disponuntur (1689). После этого слово семейство (лат. familia или фр. famille) использовалось разными авторами для обозначения групп самого разного характера. Карл Линней в Philosophia botanica (1751) называл семействами крупные группы (пальмы, папоротники), на которые он делил растения лишь для удобства описания их строения, не используя их в своих классификациях. В некоторых работах по зоологии семействами называли подразделения родов. Наконец, с середины XVIII в. во франкоязычной ботанической литературе семейство (фр. famille) рассматривали как эквивалент латинского слова ordo (порядок). Эта практика была прекращена лишь в 1906 г., когда были приняты международные правила ботанической номенклатуры. Согласно этим правилам, семейство (familia) и порядок (ordo) стали рассматриваться как различные категории. Семействами стали называть то, что раньше называли семействами по-французски и порядками по-латински, а порядками — то, что в конце XIX века нередко называли когортами (cohors pl. cohortes).
В зоологической литературе семейство как категория ранга, промежуточного между отрядом и родом, впервые была введена Пьером Андре Латрейлем в его работе Précis des caractères génériques des insectes, disposés dans un ordre naturel (1796). Он использовал семейства (некоторые из этих групп получили имя, некоторые были просто пронумерованы) в некоторых из отрядов своей классификации «насекомых» (в то время насекомыми называли всех членистоногих). Предложение Латрейля закрепилось в зоологической литературе уже в начале XIX века.